# Латвия на «Евровидении-2009»
Латвия приняла участие в «Евровидении» 2009 года в 10-й раз, однако её кандидатура была утверждена в самый последний момент: до 12 января 2009 года из-за сокращения финансирования Латвийского телевидения Латвия временно была исключена из числа участников конкурса. Отбор участника шёл в рамках телешоу «Eirodziesma 2009», победил в котором Интарс Бусулис. Его конкурсная песня «Sastrēgums» прозвучала на самом Евровидении на русском языке под названием «Пробка». Интарс Бусулис, выступив 14 мая во втором полуфинале под 3-м порядковым номером, занял последнее, 19-е место с 7 баллами. До настоящего времени этот результат остаётся худшим результатом Латвии на «Евровидении».

## Участник
Интарс Бусулис родился 2 мая 1978 года в латвийском городе Талсы. Окончил музыкальную школу по классу тромбона, выступал в детском ансамбле «Talsu Spridisi». Учился в музыкальном колледже Вентспилса и играл в бигбенде Зиедониса Зайковского, вместе с Раймондом Тигулисом выступал в группе «Caffe». Также Интарс играл в оркестре НВС и джаз-группе «Wet point» Вилниса Кундрата. С 2005 года участвовал в проекте датского басиста Эрика Мусхольма E.Y.J.O.
Бусулис участвовал в ряде джазовых фестивалей, играл в мюзиклах «Notre Dame de Paris», «Автопланета», постановке произведения Леонарда Бернстайна «Месса» и постановках «Cabaret» продюсерской группы «Virus Art». Интарс также сотрудничал с Раймонодом Паулсом, а в 2005 году стал обладателем гран-при музыкального конкурса «Новая Волна». В 2008 году Интарс выпустил свой первый альбом с Карлисом Лацисом, записав там песни на латышском и русском языках. Композиция «Brivdiena» с альбома возглавляла долго радиочарты.
Интарс Бусулис трижды участвовал в отборах на Евровидении, в 2006 году занял 2-е место с песней Карлиса Лациса и Сергея Тимофеева «Гонки». В 2009 году он выиграл отбор с группой «Sweetwaterz» с песней «Sastrēgums», которую Интарс решил на самом конкурсе исполнить на русском языке под названием «Пробка». Что характерно, русская версия была записана гораздо раньше латышской. Перед конкурсом Бусулис снял клип в одном из супермаркетов Риги.

## Первоначальные правила отборочного тура
9 января 2009 года планировалось представить всех участников отбора. С 19 по 21 января участники снимали свои клипы, а затем проходила жеребьёвка. Три полуфинала должны были пройти 31 января, 7 и 14 февраля, утешительный полуфинал 21 февраля, а финал — 28 февраля. Из каждого полуфинала в финал выходили по три песни, 10-я песня выбиралась на утешительном полуфинале. В полуфинале голосовали только зрители, в финале — зрители и жюри. В жюри вошли музыковед Даина Маркова, композитор Раймондс Макатс, продюсер Айварс Херманис, педагог по вокалу Анце Краузе, режиссёр Даце Пуце, журналист Егор Ерохомович и радиоведущий Эдмундс Касевскис. Ещё один голос был за организаторами отборочного конкурса (то есть от Латвийского телевидения): общее решение от телеканала LTV выносили глава делегации Латвии Ивета Лепешко, координатор делегации Зита Каминская, режиссёр Арвидас Бабрис, руководитель проекта Байба Саленице и звукорежиссёр Ульдис Саленикс.

## Изначальный отказ и возвращение

### Предпосылки к отказу
Первые слухи об отказе Латвии от участия в Евровидении в Москве появились в августе 2008 года, когда из-за разразившейся войны в Грузии министр культуры Эстонии призвал страны Балтии не ехать на Евровидение-2009. Эта идея, однако, не встретила широкой поддержки, а в Латвии многие деятели культуры во главе с Раймондом Паулсом выразили своё недовольство возможным отказом от участия. В итоге Латвийское телевидение заявило, что не намерено сниматься с Евровидения.
Однако в декабре 2008 года стали поступать сведения, что Латвия может сняться с конкурса уже по финансовым причинам. Сообщалось, что финансирование Латвийского телевидения сократилось на 2,4 млн латвийских латов (около 3,5 млн. евро), и у телеканала LTV кончились средства на выплату взноса за право участия в конкурсе. Первоначально шли слухи о том, что всё ограничится отменой национального отбора и ещё ряда других телепроектов. До 14 декабря 2008 участвующие страны могли снять заявки без финансовых санкций, но решение членов правления LTV об участии Латвии в Евровидении собирались вынести только двумя днями ранее. Ивета Лепешко предупреждала о том, что отказ от участия станет ударом по латвийскому бизнесу. 16 декабря Ивета Лепешко заявила, что для сокращения расходов на 2 миллиона латвийских латов LTV придётся отменить ряд проектов: помимо Евровидения, закрытие угрожало сериалу «Neprata cena», корреспондентским бюро в Москве и Брюсселе; также была угроза прекращения вещания 7 канала Латвийского телевидения. С отказом от участия в конкурсе призвал смириться гитарист группы Brainstorm Янис Юбалтс, хотя ряд музыкантов осудил инициативу LTV. Мартиньш Фрейманис, певец группы F.L.Y., назвал решение идиотизмом и заявил, что тогда придётся закрыть и Национальный театр Латвии, а комментатор конкурса Карлис Стрейпс сказал, что Латвия если и могла отказаться, то только по политическим причинам, которых в итоге не нашлось.

### Первоначальный отказ Латвии от участия
17 декабря 2008 года прозвучало решение LTV: Латвия отказывается от участия в Евровидении-2009 из-за финансовых проблем. Латвийское телевидение добилось от Европейского вещательного союза снятия заявки без финансовых санкций на три дня позже, даже несмотря на готовность ЕВС помочь финансово Латвии. Однако ещё одним серьёзным ударом стало решение не транслировать конкурс ни в записи, ни в прямом эфире: средств на лицензионную плату не хватало. Ивета Лепешко заявила, что страна пошла на серьёзный шаг, даже исключив возможность внутреннего отбора при помощи жюри и без лишних затрат.
Министерство транспорта и связи Латвии в то же время заявило, что готово увеличить контроль над использованием государственной доли в Латвийском национальном центре радио и телевидения, дивидендов Латвийского телевидения и Латвийского радио: это привело бы к увеличению финансирования на 1,4 млн латвийских латов в виде грантов. Это позволило бы оставить в эфире 7 канал и не сокращать вещание латвийского радио, однако средств на остальные проекты — помимо Евровидения, на трансляцию русскоязычных новостей, содержание корреспондентов в Москве и Брюсселе, проведение музыкальных фестивалей «Балтика», «Sudmalinas», трансляцию юбилея Латвийского театра и оперы — не оставалось в таком случае. Дефицит бюджета, по словам генерального директора телеканала LTV Эдгара Котса, составил бы всё равно 2 миллиона латов. Латвийское телевидение выразило надежду, что страна сможет вернуться в 2010 году на конкурс.
Продюсер программы Eurodziesma и глава латвийской делегации Ивета Лепешко отказалась принимать решение LTV и обратилась за помощью к президенту Латвии Валдису Затлерсу, который должен был встретиться 19 декабря 2008 года с представителями Латвийского телевидения и Национального совета по радиотелевещанию. Вопрос об участии Латвии в Евровидении в Москве стал одним из самых обсуждаемых в европейских СМИ (в том числе и в России). 20 декабря было вынесено окончательное решение: Латвия не примет участие в Евровидении-2009, о чём были уведомлены российский Первый канал и Европейский вещательный союз. Латвия была освобождена по решению ЕВС от уплаты штрафа за снятие заявки позже дедлайна. 21 артист подал заявки на участие в отборочном конкурсе ещё до решения об отказе Латвии участвовать в Евровидении-2009, и песни шести артистов (в том числе и Интарса Бусулиса) вышли на специальном альбоме «Евровидение, которого не было».

### Возвращение в список участников
12 января 2009 европейские СМИ сообщили, что Европейский вещательный союз опубликовал список участников Евровидения-2009, и там значилась Латвия. Латвийское телевидение ничего официально не сообщало по этому поводу, хотя говорилось, что поиски финансирования от частных лиц всё ещё продолжаются. Заседание правления LTV заявило, что только через неделю будет ясно, примет ли участие Латвия в конкурсе и каким образом пройдёт отбор. Вскоре заместитель генерального директора Латвийского телевидения Арнис Купришс заявил, что собрано 80 % средств, необходимых для участия в конкурсе, и что до 16 января нужно будет собрать всю сумму и сообщить об этом Европейскому вещательному союзу. О государственном финансировании участия Латвии в конкурсе не могло быть и речи.
19 января 2009 телеканал LTV всё же сообщил официально: Латвия отправляется на Евровидение-2009, и все средства были собраны благодаря действию спонсоров: компании Narvesen и латвийского банка Krajbank. Деньги будут использованы для оплаты взноса за право участия, расходов делегации в Москве, показа конкурса в Латвии и выпуска промоматериала. Взнос от ЕВС был сокращён до 55 тысяч латов (100 тысяч долларов США), а местом финала национального отбора стал Вентспилс, о чём договорился директор LTV Эдгарас Котс с бизнесменом Айварасом Лембергсом. Национальный отбор обещали проспонсировать за счёт Вентспилского агентства по развитию и городского совета Вентспилса.

## Отборочный конкурс

### Правила
В конкурсе «Eurodziesma-2009» участвовали песни, которые не исполнялись публично до 1 октября 2008 года. Крайний срок подачи заявки — 30 ноября 2008. Не более трети песен иностранных авторов допускались к участию; песни, звучавшие в национальных отборах других стран, к конкурсу не допускались.
Формат претерпел изменения за время экстренной ситуации с участием Латвии в Евровидении и изменился следующим образом: число полуфиналов сократилось до одного, который должен был состояться 27 февраля, а на следующий день проходил финал. На конкурс были поданы 108 заявок с песнями: 78 песен латвийских авторов и 30 иностранных, и Латвийское телевидение попросило от всех артистов подтвердить свои заявки уже после допуска Латвии к конкурсу. 21 конкурсант, который получил право на участие в отборочном конкурсе, подтвердил полностью своё желание участвовать дальше.
Перед полуфиналом из конкурса выбыла Кристина Захарова, которая собиралась исполнить две песни: одна из её песен «I Wish I Could Pretend» прошла в финал национального отбора Евровидения в Ирландии, а вторую песню «Angel of Mine» Мартиньша Фрейманиса Кристина решила исполнить дуэтом с Аней Путныней. Также сменились исполнители ещё двух песен: в конкурс заявилась группа «Policistas», решившая исполнить песню «In Love In Trust», а певица Астра Дреймане решила исполнить песню «Have To Say Goodbye». Жеребьёвку конкурса провели 13 января.

### Полуфинал
Полуфинал прошёл 27 февраля в олимпийском центре Вентспилса. Ведущими стали Кристине Вирсните и Угис Йокстс. 10 песен выбирались зрителями.
| Порядковый номер | Исполнитель                           | Песня                                 | Композитор — Автор текста                     |
| ---------------- | ------------------------------------- | ------------------------------------- | --------------------------------------------- |
| 1                | Camillas                              | «Time Goes»                           | Роман Фалкенштейн, Нина Ковайко               |
| 2                | Dace and Frīdis                       | «Running Around»                      | Мартиньш Фрейманис                            |
| 3                | Гиртс Жебулиньш                       | «Place To Be»                         | Андрис Баронс, Брита Бароне, Диана Дубровская |
| 4                | Johnny Salamander                     | «Party»                               | Johnny Salamander (Янис Гужа), Мельдра Гужа   |
| 5                | Микс Дукурс                           | «Aizejot»                             | Эдийс Дукурс, Микс Дукурс                     |
| 6                | Ивета Баумане & Иво Грисниньш-Грислис | «Tic Tac»                             | Ингарс Вилюмс                                 |
| 7                | Гинта Эке                             | «Be Yourself»                         | Кристапс Криевкалнс, Гинта Эке                |
| 8                | Наташа Тумшевиц                       | «Dynamite»                            | Микаэль Эрландссон                            |
| 9                | Triānas parks                         | «Call Me Any Time You Need A Problem» | Айварс Раковскис, Агнесе Раковска             |
| 10               | Интарс Бусулис                        | «Sastrēgums»                          | Карлис Лацис, Янис Эльсбергс                  |
| 11               | Кристина Захарова и Аня Путныня       | «Angel of Mine»                       | Мартиньш Фрейманис                            |
| 12               | Астра Дреймане                        | «Have To Say Goodbye»                 | Мадара Целма                                  |
| 13               | Эдийс Шнипке                          | «Make My Day»                         | Эдийс Шнипке                                  |
| 14               | Ketta                                 | «Without You»                         | Павел Мурашов                                 |
| 15               | Policistas                            | «In Love We Trust»                    | Томас Клайнс, Гунтарс Рачш                    |
| 16               | Fidji                                 | «Don’t Want To Say Goodbye»           | Катрина Тене, Тармо Керянен                   |
| 17               | Aisha feat. G-Point                   | «Hey Hey Hey Hey»                     | Шелл Йенстиг, Лиф Голкул                      |
| 18               | Simply 4                              | «When The Sun Is Going Down»          | Артур Палкевич, Леонид Евсеев, Сергей Иванов  |
| 19               | Сабине Березина feat. PeR             | «Bye, Bye»                            | Маркус Рива                                   |
| 20               | Валтерс Фриденбергс                   | «For A Better Tomorrow»               | Валтерс Фриденбергс                           |

### Финал
Финал прошёл 28 февраля с участием 10 победителей полуфинала. Три песни выбрали телезрители и жюри для участия в суперфинале, в котором решение принимали уже только телезрители. В интервал-акте выступила представлявшая Латвию на предыдущем Евровидении группа Pirates of the Sea с песней «Moscow» (английской кавер-версией песни «Moskau» группы «Dschinghis Khan»), певица Кристина Захарова с песней «I Wish I Could Pretend» (2-е место в ирландском национальном отборе), представители Литвы Саша Сон и Польши Лидия Копания. В суперфинал вышли Интарс Бусулис, Наталья Тумшевиц и дуэт Кристина Захарова / Аня Путныня.
| Порядковый номер | Исполнитель                           | Песня                                 | Композитор — Автор текста                    |
| ---------------- | ------------------------------------- | ------------------------------------- | -------------------------------------------- |
| 1                | Simply 4                              | «When The Sun Is Going Down»          | Артур Палкевич, Леонид Евсеев, Сергей Иванов |
| 2                | Aisha feat. G-Point                   | «Hey Hey Hey Hey»                     | Шелл Йенстиг, Лиф Голкул                     |
| 3                | Кристина Захарова и Аня Путныня       | «Angel of Mine»                       | Мартиньш Фрейманис                           |
| 4                | Сабине Березина feat. PeR             | «Bye, Bye»                            | Маркус Рива                                  |
| 5                | Ивета Баумане & Иво Грисниньш-Грислис | «Tic Tac»                             | Ингарс Вилюмс                                |
| 6                | Интарс Бусулис                        | «Sastrēgums»                          | Карлис Лацис, Янис Эльсбергс                 |
| 7                | Наташа Тумшевиц                       | «Dynamite»                            | Микаэль Эрландссон                           |
| 8                | Camillas                              | «Time Goes»                           | Роман Фалкенштейн, Нина Ковайко              |
| 9                | Triānas parks                         | «Call Me Any Time You Need A Problem» | Айварс Раковскис, Агнесе Раковска            |
| 10               | Ketta                                 | «Without You»                         | Павел Мурашов                                |

В суперфинале телезрители выбрали окончательно конкурсантом от Латвии Интарса Бусулиса.
| Порядковый номер | Исполнитель                     | Песня           | Композитор — Автор текста    | Голоса зрителей | Место |
| ---------------- | ------------------------------- | --------------- | ---------------------------- | --------------- | ----- |
| 1                | Интарс Бусулис                  | «Sastrēgums»    | Карлис Лацис, Янис Эльсбергс | 21027           | 1-е   |
| 2                | Наташа Тумшевиц                 | «Dynamite»      | Микаэль Эрландссон           | 5662            | 3-е   |
| 3                | Кристина Захарова и Аня Путныня | «Angel of Mine» | Мартиньш Фрейманис           | 19679           | 2-е   |

## Выступление
Интарс Бусулис ещё во время национального отборочного конкурса сказал в прямом эфире, что в Москве будет петь не на латышском языке, но отказался называть язык исполнения. Затем телеканал LTV подтвердил, что песня будет исполнена на русском языке, и это вызвало серьёзную критику в Интернете, хотя сам певец сказал, что разобраться в народном мнении ему было тяжело.
Интарс Бусулис выступил под 3-м порядковым номером во втором полуфинале, прошедшем 14 мая 2009 года. С ним на сцене выступили три музыканта из группы Sweetwaterz (в том числе клавишник Карлис Лацис, композитор песен Бусулиса) и бэк-вокалистки из трио «Lady’s Sweet» — Винета Элксне и Иоланта Стрикайте. Итог выступления для Интарса оказался неутешительным: 19-е, последнее место в полуфинале, и всего 7 баллов.

## Голосование Латвии
| 12 баллов | Эстония     |
| 10 баллов | Норвегия    |
| 8 баллов  | Азербайджан |
| 7 баллов  | Литва       |
| 6 баллов  | Украина     |
| 5 баллов  | Ирландия    |
| 4 балла   | Греция      |
| 3 балла   | Дания       |
| 2 балла   | Молдавия    |
| 1 балл    | Кипр        |

| 12 баллов | Норвегия       |
| 10 баллов | Эстония        |
| 8 баллов  | Исландия       |
| 7 баллов  | Литва          |
| 6 баллов  | Россия         |
| 5 баллов  | Франция        |
| 4 балла   | Азербайджан    |
| 3 балла   | Дания          |
| 2 балла   | Великобритания |
| 1 балл    | Мальта         |

| 12 баллов | Норвегия       |
| 10 баллов | Эстония        |
| 8 баллов  | Россия         |
| 7 баллов  | Азербайджан    |
| 6 баллов  | Литва          |
| 5 баллов  | Исландия       |
| 4 балла   | Франция        |
| 3 балла   | Великобритания |
| 2 балла   | Швеция         |
| 1 балл    | Украина        |

| 12 баллов | Исландия       |
| 10 баллов | Норвегия       |
| 8 баллов  | Эстония        |
| 7 баллов  | Дания          |
| 6 баллов  | Литва          |
| 5 баллов  | Мальта         |
| 4 балла   | Франция        |
| 3 балла   | Великобритания |
| 2 балла   | Молдавия       |
| 1 балл    | Хорватия       |

## Голосование за Латвию
| 12 баллов | 10 баллов | 8 баллов | 7 баллов | 6 баллов  |
| --------- | --------- | -------- | -------- | --------- |
|           |           |          |          | - Литва   |
| 5 баллов  | 4 балла   | 3 балла  | 2 балла  | 1 балл    |
|           |           |          |          | - Эстония |